# دراغوسلاف ميهايلوفيتش
دراغوسلاف ميهايلوفيتش (13 ديسمبر 1906 – 18 يونيو 1978) لاعب كرة قدم صربي راحل كان يجيد اللعب في خط الدفاع .
شارك مع منتخب يوغوسلافيا في بطولة كأس العالم 1930 في الأوروغواي ولعب المباريات الثلاث أمام بوليفيا والبرازيل في الدور الأول والأوروغواي في الدور النصف النهائي .

## روابط خارجية
- دراغوسلاف ميهايلوفيتش على موقع الاتحاد الدولي (مؤرشف)  (الإنجليزية)
- دراغوسلاف ميهايلوفيتش على موقع قاعدة بيانات كرة القدم.إي يو (الإنجليزية)
- دراغوسلاف ميهايلوفيتش على موقع ناشيونال فوتبول تيمز (الإنجليزية)
- دراغوسلاف ميهايلوفيتش على موقع عالم كرة القدم.نت (الإنجليزية)